# Revolución en libertad

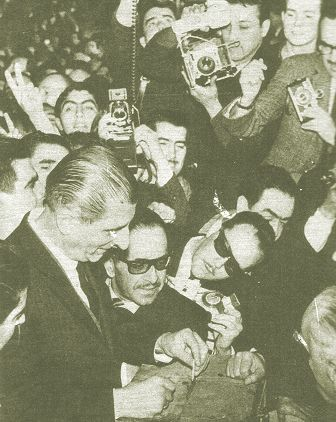
Eduardo Frei emitiendo su voto en la elección de 1964.

«Revolución en libertad» fue una consigna del Partido Demócrata Cristiano (PDC) de Chile, utilizado principalmente en el gobierno (1964-1970) de Eduardo Frei Montalva.

## Historia
El lema fue generado al interior del Partido Demócrata Cristiano en la década de 1960, siendo influenciado por el sacerdote jesuita Roger Vekemans. Fue utilizado para la campaña de Eduardo Frei para la campaña presidencial de 1964, cuyo programa de gobierno buscaba realizar cambios profundos —una «revolución»—, pero manteniendo las libertades de un sistema democrático; con ello pretendía diferenciarse de sus adversarios, el candidato de la derecha Julio Durán y el socialista Salvador Allende.

Si en muchos casos la revolución ha significado la pérdida de la libertad y el desconocimiento de derechos básicos del individuo, los cambios sociales y económicos que impulsa el Gobierno (…) constituyen una Revolución en Libertad. Ella se realiza dentro de la legalidad democrática, sin abusos, sin arbitrariedades, sin ahogar la libre expresión de ideologías espirituales y políticas.
Partido Demócrata Cristiano. Un programa y un Gobierno (1967).

Así, se definieron cinco prioridades: desarrollo económico; educación y enseñanza técnica; solidaridad y justicia social; participación política y soberanía popular. Entre los pilares del programa de Frei estaban: la reforma agraria, a través de la cual se pretendía aumentar la producción y crear cien mil nuevos propietarios; «promoción popular», destinada a incrementar la participación ciudadana y mejorar la calidad de vida de los sectores desposeídos; chilenización del cobre, la adquisición por el Estado del porcentaje mayoritario en las empresas de la gran minería; y la reforma educacional, tendiente a proporcionar a todos los chilenos una educación moderna.